# Deianira cordifolia
Deianira cordifolia là một loài thực vật có hoa trong họ Long đởm. Loài này được (Lhotsky ex Progel) Malme mô tả khoa học đầu tiên năm 1904.